# Peperomia hydrocotyloides
Peperomia hydrocotyloides är en pepparväxtart som beskrevs av Friedrich Anton Wilhelm Miquel. Peperomia hydrocotyloides ingår i släktet peperomior, och familjen pepparväxter. Inga underarter finns listade i Catalogue of Life.